# 欧洲E30公路
欧洲E30公路（E30）是联合国的欧洲高速公路之一，起点为爱尔兰科克，经过英国、荷兰、德国、波兰和白俄罗斯，终点为俄罗斯与哈萨克斯坦边境地区，全长约5800公里，为欧洲最长的国际公路之一。
该路程经历两段渡轮。一段为从罗斯莱尔港到菲什加德，时长3小时。另一段从费利克斯托到荷兰角港为货运渡轮，最近的客运渡轮需走欧洲E32公路，从哈里奇到荷兰角港，时长为4小时。

## 线路
欧洲E30公路穿过以下主要城市：

- 爱尔兰（全线为N25（英语：N25 road (Ireland)））：科克（E201（法语：Route européenne 201）） - 沃特福德 - 韦克斯福德（E1） - 罗斯莱尔港 - （爱尔兰海渡轮）
- 英国：（爱尔兰海渡轮） - 菲什加德-（A40）-卡马森（A48（英语：A48 road）/M4） - 拉内利 - 斯旺西 - 塔尔伯特港 - 布里真德 - 加的夫 - 纽波特（A34（英语：A34 road）） - 布里斯托尔 - 斯温登 - 雷丁 - 斯劳 - 伦敦（M25） - 布伦特伍德 - 切尔姆斯福德 - 科尔切斯特（A120（英语：A120 road））-（A12（英语：A12 road (England)））-伊普斯维奇-（A14（英语：A14 road (England)））-费利克斯托 - （北海货运渡轮）
- 荷兰（英语：European route E30 in the Netherlands）：（北海货运渡轮）- 荷兰角港（E25）-（N211（荷兰语：Provinciale weg 211））-海牙（A4（荷兰语：Rijksweg 4）/E19）-（A12（荷兰语：Rijksweg 12））-豪达-（与E25并行）-乌得勒支（A27（荷兰语：Rijksweg 27）/E35/E311（英语：European route E311））-（A28（荷兰语：Rijksweg 28））-阿默斯福特（E231（英语：European route E231）/E232（英语：European route E232））-A1（荷兰语：Rijksweg 1）-博尔讷（部分与A35（荷兰语：Rijksweg 35）并行）- 奥尔登扎尔
- 德国：巴特本特海姆-（30（德语：Bundesautobahn 30））-奥斯纳布吕克（E37）-宾德-巴特恩豪森（E34）-（2）-汉诺威（E45）-不伦瑞克 - 马格德堡（E49）-波茨坦（E55/E51）-（10）-柏林（E36/E55）-柯尼希斯武斯特豪森（E55）-奥得河畔法兰克福
- 波兰：希维克（波兰语：Świecko）-（A2）-希维博津（E65）-波兹南（E261（英语：European route E261））-罗兹（E75）-沃维奇 - 华沙（S2（波兰语：Droga ekspresowa S2 (Polska)）/E67/E77）-（2（波兰语：Droga krajowa nr 2 (Polska)））-苏雷欧维克（波兰语：Sulejówek）（E372（英语：European route E372））-馬佐夫舍地區明斯克（A2）-（2（波兰语：Droga krajowa nr 2 (Polska)））-谢德尔采 - 比亚瓦-波德拉斯卡 - 沃卡-杜博尔斯卡（波兰语：Wólka Dobryńska） - 泰雷斯波尔-（68（波兰语：Droga krajowa nr 68 (Polska)））-库库里基
- 白俄罗斯（全线为M1）：布列斯特 - 科布林-（与E85并行）-伊瓦采維奇 - 巴拉诺维奇 - 明斯克（E271（英语：European route E271），往E28方向）-鲍里索夫 - 奥尔沙（E95（英语：European route E95））-杜布羅夫諾
- 俄罗斯：斯摩棱斯克-（M1）-莫斯科（МКАД/E22/E101/E105（英语：European route E105）/E115（英语：European route E115）/E119（英语：European route E119））-（M5）-梁赞 - 奔萨 - 萨马拉（E121（英语：European route E121））-乌法（E017（英语：European route E017））-车里雅宾斯克（E123（英语：European route E123））-（R254（原M51））-库尔干 - 伊希姆（E22）-（R402（俄语：Р402 (автодорога)））-鄂木斯克（E127（英语：European route E127））

## 沿途风景

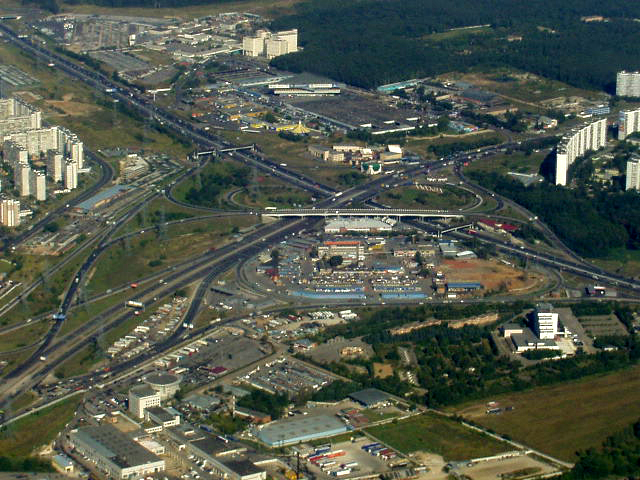
欧洲E30公路在俄罗斯莫斯科郊外和欧洲E105公路交叉
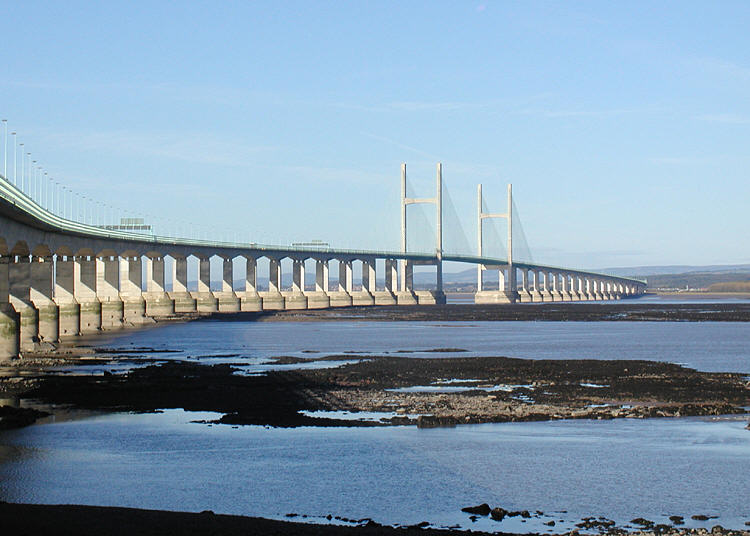
欧洲E30公路经过英国塞文二桥
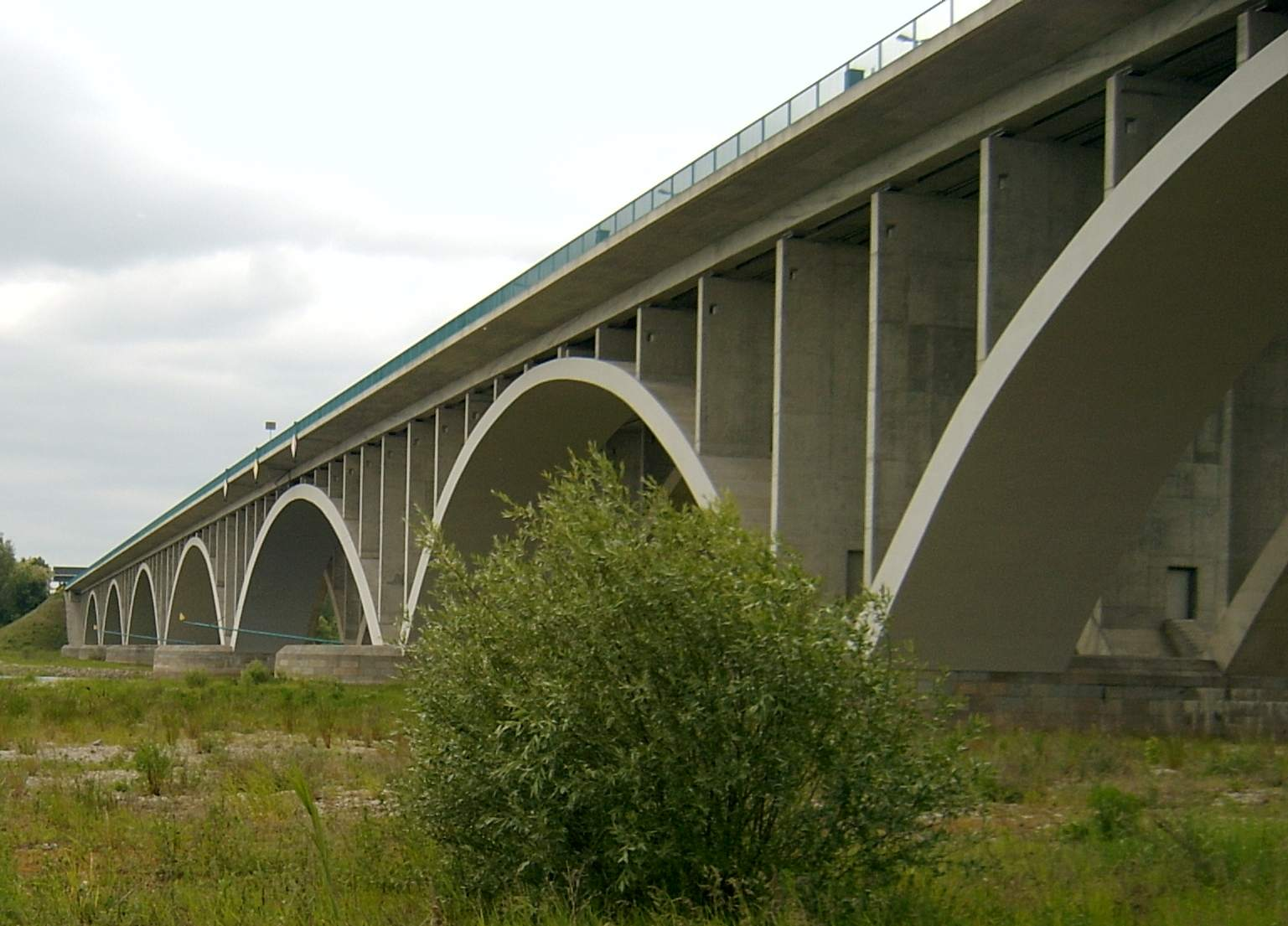
欧洲E30公路经过德国波兰边境奧得河大桥